# دوحصاران
روستای دوحصاران در استان خراسان جنوبی و در بخش مرکزی شهرستان سرایان قرار دارد. این روستا یکی از قدیمی‌ترین روستاهای خراسان جنوبی است.
در فرهنگ دهخدا چنین آمده است:
دوحصاران.[ دُ ح ِ ] (اِخ) دهی است از دهستان سه قلعهٔ بخش حومهٔ شهرستان فردوس. در ۸۰ هزارگزی جنوب خاوری فردوس سر راه شوسهٔ عمومی معدن به فردوس. دارای ۴۱۳ سکنه. آب آن از قنات است. (از فرهنگ جغرافیایی ایران ج ۹).

## موقعیت
دوحصاران در فاصله حدودا ٣٠ کیلومتری جنوب شرقی شهر فردوس قرار دارد و  مردمش به گویش تونی  صحبت می کنند.

## وجه تسمیه
این روستا در قدیم دارای دو دیوار و حصار بلند در سمت شرق و غرب، یک قلعه در سمت جنوبی قرار داشته است. نامش دوحصار و به مرور زمان به دوحصاران تغییر یافته است.

## جمعیت
بر پایه سرشماری عمومی نفوس و مسکن در سال ۱۳۹۰ جمعیت این روستا ۸۹۰ نفر (در ۲۷۴ خانوار) بوده است.
جمعیت روستای دوحصاران بر اساس  سرشماری سال 1395 شمسی 963 نفر می باشد.

## آثار تاریخی
روستای دوحصاران دارای بناهای بسیار قدیمی از جمله
- آب‌انبار دو حصاران
- مسجد دوحصاران
- مسجد باصفا
- قلعه دوحصاران
- حمام دوحصاران

که از این آثار دو اثر در فهرست آثار ملی ایران کشور به ثبت رسیده است.

## مراسم
جشن معنوی سده دوحصاران در گویش تونی شادشادی بادبادی در تاریخ ١٣٩١/١١/۴ با شماره ٨٠٨ در فهرست آثار ناملموس معنوی کشور به نام این روستا به ثبت رسیده است .